# Das Erste Mal
Das Erste Mal — дебютный мини-альбом проекта Crisk, выпущенный в 2007 году на лейбле Alfa Matrix. На композицию «Meine Stadt» снят видеоклип.

## Стиль, отзывы критиков
П. Винголд, критик из немецкого журнала Sonic Seducer, описал стиль альбома как «мешанину жалкой танцевальной музыки с действительно многообещающим электро-поп-панком». Рецензент счёл достаточно неплохой кавер-версию «Wahre Arbeit Wahrer Lohn» и выделил среди других треков композицию «Beute», похвалив экспрессивный вокал. В то же время его отзыв был скорее сдержанно-нейтральным, нежели одобрительным.

## Список композиций
Трек «Wahre Arbeit Wahrer Lohn» является кавер-версией песни группы Die Krupps.
1. «Meine Stadt»
2. «Beute»
3. «Schatten»
4. «Fightclub»
5. «Wahre Arbeit Wahrer Lohn»
6. «Meine Stadt (Jens Shipper Remix)»
7. «Beute (Leaether Strip Remix)»
8. «Wahre Arbeit Wahrer Lohn (Leaether Strip Remix)»
9. «Meine Stadt (Bonus Video)»

## Участники записи
- Christiane Koch — вокал, текст
- Mike Silence
- Mona Maybach
- Mark Feuerstake